# Walter Elliott
Walter Elliott (Des Moines, 19 de novembro de 1903 — Carrollton, 10 de agosto de 1984) é um sonoplasta estadunidense. Venceu o Oscar de melhor edição de som na edição de 1983 por It's a Mad, Mad, Mad, Mad World.